# Tractografía

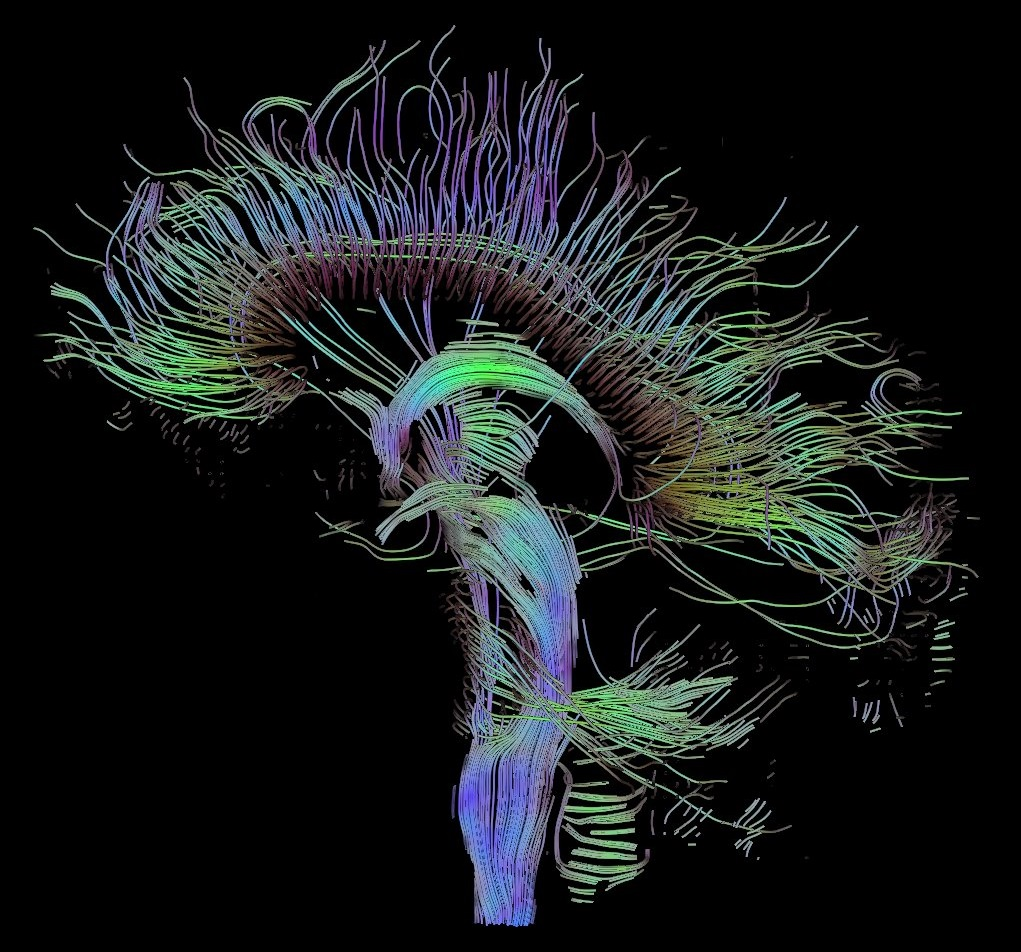
Reconstrucción tractográfica de las conexiones neurales a través de imagen por resonancia magnética con tensores de difusión (DTI o ITD).

En neurociencia, una tractografía es un procedimiento que se usa para poner de manifiesto los tractos neurales. Utiliza técnicas especiales de imagen por resonancia magnética (IRM) y análisis de imágenes asistido por ordenador. El resultado se presenta en imágenes bi y tridimensionales.
Además de los largos tractos que conectan el cerebro con el resto del cuerpo, existe una complicada red tridimensional formada por conexiones a corta distancia entre las diferentes áreas corticales y subcorticales del encéfalo. La existencia de estos haces había sido puesta de manifiesto mediante técnicas biológicas y de histoquímica en especímenes post-mortem. Los tractos cerebrales no son identificables por examen directo o por exploraciones mediante tomografía computarizada o IRM. Esta dificultad explica lo pobre de su descripción en los atlas de neuroanatomía y lo escasamente comprendido de sus funciones. 
Las secuencias que se utilizan en la IRM observan la simetría de la difusión del agua en el cerebro. Los haces de tractos de fibras hacen que el agua se difunda asimétricamente en un tensor siendo el eje mayor paralelo a la dirección de las fibras. A esta asimetría se la conoce como anisotropía. Se da una relación directa entre el número de fibras y el grado de anisotropía.

## Técnica de IRM
La tractografía se lleva a cabo utilizando una técnica de RM conocida como "Imagen Ponderada por Difusión", que es sensible a la difusión del agua en el cuerpo de forma que se puede utilizar para mostrar su imagen tridimensonal. La difusión libre del agua tiene lugar en estas condiciones en todas las direcciones posibles. A esto se le llama difusión "isótropa". Si el agua difunde en un medio con barreras, la difusión deja de ser uniforme, pasando a ser "anisótropa". En tal caso, la movilidad relativa de las moléculas a partir del origen tendrá una forma distinta de la esfera. En ocasiones, esta forma se modeliza como un elipsoide, y a esta técnica se la denomina imagen con tensores de difusión. 
Muchas cosas pueden actuar como barrera: membranas celulares, axones, mielina, etc; pero en la sustancia blanca la principal barrera es la vaina de mielina de los axones. Estos oponen una barrera a la difusión perpendicular y una ruta para la difusión paralela en el sentido de la orientación de las fibras.
Se espera que la difusión anisótropa se incremente en áreas axonales maduras altamente ordenadas. En las afecciones en las que se distorsiona la mielina o la estructura de los axones, como en traumatismos físicos, tumores e inflamaciones reducen la anisotropía, ya que las barreras a la difusión quedan afectadas por destrucción o desorganización. 
La anisotropía se puede medir de múltiples formas: Una de ellas mediante una proporción llamada "anisotropía fraccional" (FA). Una anisotropía de "0" corresponde con una esfera perfecta, mientras que 1 sería una difusión lineal ideal. Los tractos bien definidos tienen una FA mayor que 0,2. Hay pocas regiones con una FA mayor de 0,9. La cifra nos proporciona información de la esfericidad de la difusión, pero no aporta nada sobre su dirección. 
Cada anisotropía está vinculada a una orientación del eje predominante (dirección predominante de la difusión). Los programas post-procesamiento son capaces de extraer esta información direccional. 
Esta información adicional es difícil de representar en imágenes 2D en escala de grises. Para solucionar este problema se ha añadido un código de colores. Los colores básicos pueden informar al observador de la orientación de las fibras en un sistema de coordenadas tridimensionales. A este tipo de representaciones se las conoce como "mapas anisotrópicos". El software puede codificar los colores de este modo: 
- El rojo indica direcciones en el eje X.
- El verde indica direcciones en el eje Y.
- El azul indica direcciones en el eje Z.

Adviértase que la técnica no puede discriminar direcciones "positivas" o "negativas" dentro del mismo eje.
Sin embargo, la anisotropia fraccional puede definirse como algo anisotropo, que se fracciona.